# Tom James
Thomas "Tom" James (MBE) (født 11. marts 1984 i Cardiff, Wales) er en walisisk tidligere roer og dobbelt olympisk guldvinder.

## Karriere
James studerede på University of Cambridge, og var hele fire gange, i 2003, 2005, 2006 og 2007, med i traditionsrige Oxford vs. Cambridge Boat Race på Themsen. Én gang, i 2007, blev det til sejr.
Som 24-årig vandt James en guldmedalje ved OL 2008 i Beijing, som del af den britiske firer uden styrmand. Bådens øvrige besætning var Steve Williams, Pete Reed og Andrew Triggs Hodge. Fire år senere, ved OL 2012 i London, vandt han sin anden guldmedalje i disciplinen, denne gang sammen med Triggs Hodge, Reed og Alex Gregory. Han deltog også ved OL 2004 i Athen, hvor han var en del af den britiske otter, der ikke nåede finalen.
James vandt desuden tre VM-medaljer, en guldmedalje i firer uden styrmand i 2011 og to bronzemedaljer i otter i henholdsvis 2003 og 2007.
Efter sin OL-guldmedalje i 2012 annoncerede James sit karrierestop.

## Resultater

### OL-medaljer
- 2008:  Guld i firer uden styrmand
- 2012:  Guld i firer uden styrmand

### VM-medaljer
- VM i roning 2011:  Guld i firer uden styrmand
- VM i roning 2003:  Bronze i otter
- VM i roning 2007:  Bronze i otter